# Johannes Glob
Johannes Einer Andersen Glob (24. januar 1882 i Nakskov – 14. juni 1955 i Hellerup) var en dansk maler og far til arkæologen, professor, dr. phil P.V. Glob.
I snedker- og malerlære i Nakskov; dimitteredes fra Det tekniske Selskabs Skole i København, gik på Det Kongelige Danske Kunstakademi i København fra 1901 til 1903.
Han debuterede i 1905 på Charlottenborg Forårsudstilling med billedet Døden, en ung mand, der føres bort af døden med timeglasset.
Han er begravet på Mariebjerg Kirkegård.